# Campionati olandesi di ciclismo su strada
I Campionati olandesi di ciclismo su strada sono la manifestazione annuale di ciclismo su strada che assegna il titolo di Campione dei Paesi Bassi nelle specialità della corsa in linea e della cronometro. I vincitori e le vincitrici hanno il diritto di indossare per un anno la maglia di campione olandese.
Solitamente si svolgono il fine settimana prima della partenza del Tour de France. Dal 1928 sono organizzati dalla KNWU, la Federazione ciclistica olandese.

## Campioni in carica (2025)
| Uomini Elite | Uomini Elite     |
| ------------ | ---------------- |
| In linea     | Danny van Poppel |
| Cronometro   | Daan Hoole       |
| Donne Elite  |                  |
| In linea     | Lorena Wiebes    |
| Cronometro   | Mischa Bredewold |

## Albo d'oro

### Titoli maschili
Aggiornato all'edizione 2025.
| Anno | Vincitore                 | Secondo                    | Terzo                     |
| ---- | ------------------------- | -------------------------- | ------------------------- |
| 1888 | Hermanus Willem van Raden | Rudolph van Pallandt       |                           |
| 1889 | Willem Gijsbert Del Baere | Aleid Johan Korthals Altes | Pieter Bokma              |
| 1890 | Henri Raland              | Jaap Houtman               | Daam Fockema              |
| 1891 | Carel Koning              | Kees Witteveen             | Karel Smits               |
| 1892 | Henk van de Griendt       | Jacques Siep               | August Eijsink            |
| 1893 | Jaap Eden                 | W. de Haas                 | Jacques Siep              |
| 1894 | Jaap Eden                 | Kees Witteveen             | Mathieu Cordang           |
| 1895 | Willem van de Mey         | Kees Witteveen             | Philippus Johannes Adrian |
| 1896 | Willem van de Mey         | Koos van der Knoop         | Herman Van Koolbergen     |
| 1904 | Jan de Groot              | Cees van der Wiel          | M. J. Nigten              |
| 1906 | Gerrit van Vliet          | Jan De Jager               | Anton van Lieshout        |
| 1907 | Jan Tulleken              | J. Bloem                   | Johan 't Hart             |
| 1908 | Adrie Slot                | Cornelis de Visser         | J. Bloem                  |
| 1909 | Chris Kalkman             | Dorus Nijland              | George Damen              |
| 1910 | Henk Tamse                | Pieter van Kersen          | Gerard Franssen           |
| 1911 | Krijn Schippers           | Piet van der Wiel          | Adriaan Gaillard          |
| 1912 | Cees Erkelens             | Piet Borremans             | Cor Blekemolen            |
| 1913 | Frits Wiersma             | Herman Maas                | Frans van Hilst           |
| 1914 | Chris Kalkman             | Piet van der Wiel          | Gerard Vlemmix            |
| 1915 | Jorinus van der Wiel      | Piet van der Wiel          | Barend Gebuis             |
| 1916 | Klaas van Nek             | Frits Wiersma              | Barend Gebuis             |
| 1917 | Jorinus van der Wiel      | Piet Ikelaar               | Evert van Grafhorst       |
| 1918 | Jorinus van der Wiel      | Frans Rutten               | D. Wouters                |
| 1919 | Frits Wiersma             | Jorinus van der Wiel       | Gerrit Waldner            |
| 1920 | Frits Wiersma             | Piet Ikelaar               | Jan Devries               |
| 1921 | Jorinus van der Wiel      | Evert van Grafhorst        | Piet Ikelaar              |
| 1922 | Herman Nankman            | Jan van der Stel           | Henk Datema               |
| 1923 | Piet Ikelaar              | Jan Bekkering              | Johan van Melis           |
| 1924 | Piet Ikelaar              | Gérard Vreeswijk           | Jorinus van der Wiel      |
| 1925 | Jorinus van der Wiel      | Piet Ikelaar               | Joep Franssen             |
| 1926 | Klaas van Nek             | Jorinus van der Wiel       | Frans van Wijk            |
| 1927 | Josep Franssen            | Jan van Rooy               | Gerrit van den Berg       |
| 1928 | Hans Bockom               | August Ramakers            | Jan van Rooy              |
| 1929 | Hans Bockom               | Marten van Hal             | -                         |
| 1930 | Adrianus Braspennincx     | Jo Anspach                 | -                         |
| 1931 | Cesar Bogaert             | Abraham Ranschaart         | Abraham Polak             |
| 1932 | Marinus Valentijn         | Thijs van Oers             | -                         |
| 1933 | Thijs van Oers            | Cesar Bogaert              | Marinus Valentijn         |
| 1934 | Cesar Bogaert             | Gerrit van de Ruit         | Willem Cober              |
| 1935 | Marinus Valentijn         | Cees Heeren                | Alfons Stuyts             |
| 1936 | Kees Pellenaars           | Louis van Schijndel        | Jan Gommers               |
| 1937 | John Braspennincx         | Jan Verveer                | Fred Mostard              |
| 1938 | Theo Middelkamp           | Gerrit Schulte             | Marinus Valentijn         |
| 1939 | Janus Hellemons           | Arie Overweel              | Willem Reuter             |
| 1940 | Louis Motke               | Piet van Nek               | Willem Reuter             |
| 1941 | Louis Motke               | Aad van Amsterdam          | Cees Joossen              |
| 1942 | John Braspennincx         | Cor Bakker                 | Huub Sijen                |
| 1943 | Theo Middelkamp           | Cees Joossen               | Frans van de Zande        |
| 1944 | Gerrit Schulte            | Huub Sijen                 | Theo Middelkamp           |
| 1945 | Theo Middelkamp           | Adri Steenbakkers          | Wim de Ruyter             |
| 1946 | Bouk Schellingerhoudt     | Theo Middelkamp            | Huub Sijen                |
| 1947 | Jef Janssen               | Gerrit Schulte             | Frans Pauwels             |
| 1948 | Gerrit Schulte            | Huub Sijen                 | Theo Middelkamp           |
| 1949 | Jef Janssen               | Wim van Est                | Gerrit Voorting           |
| 1950 | Gerrit Schulte            | Wout Wagtmans              | Jef Janssen               |
| 1951 | Hans Dekkers              | Wim van Est                | Wout Wagtmans             |
| 1952 | Hans Dekkers              | Wim van Est                | Wout Wagtmans             |
| 1953 | Gerrit Schulte            | Wim van Est                | Wout Wagtmans             |
| 1954 | Adri Voorting             | Wout Wagtmans              | Gerrit Voorting           |
| 1955 | Thijs Roks                | Hein van Breenen           | Wout Wagtmans             |
| 1956 | Wim van Est               | Leo van der Pluym          | Arend van t'Hof           |
| 1957 | Wim van Est               | Jules Maenen               | Jef Lahaye                |
| 1958 | Jef Lahaye                | Mies Stolker               | Gerrit Voorting           |
| 1959 | Piet Damen                | Bram Kool                  | Joop Captein              |
| 1960 | Bas Maliepaard            | Albertus Geldermans        | Antoon van der Steen      |
| 1961 | Bas Maliepaard            | Jacques van der Klundert   | Mies Stolker              |
| 1962 | Albertus Geldermans       | Jo de Roo                  | Piet Rentmeester          |
| 1963 | Peter Post                | Dick Groeneweg             | Lex van Kreuningen        |
| 1964 | Jo de Roo                 | Kees Haast                 | Rik Wouters               |
| 1965 | Jo de Roo                 | Arie den Hartog            | Leo Knops                 |
| 1966 | Gerben Karstens           | Kees Haast                 | Henk Nijdam               |
| 1967 | non assegnato             | Jo de Roo                  | Wim Schepers              |
| 1968 | Evert Dolman              | Harm Ottenbros             | Jan Harings               |
| 1969 | Jan Frijters              | Evert Dolman               | Gerben Karstens           |
| 1970 | Peter Kisner              | Harrie Jansen              | Jos van der Vleuten       |
| 1971 | Joop Zoetemelk            | Wim Prinsen                | Gerben Karstens           |
| 1972 | Tino Tabak                | Joop Zoetemelk             | Marinus Wagtmans          |
| 1973 | Joop Zoetemelk            | Ben Janbroers              | Gerben Karstens           |
| 1974 | Cees Priem                | Gérard Vianen              | Nidi Den Hertog           |
| 1975 | Hennie Kuiper             | Bert Pronk                 | Joop Zoetemelk            |
| 1976 | Jan Raas                  | Aad van den Hoek           | Hennie Kuiper             |
| 1977 | Fedor den Hertog          | Jan Krekels                | Gerrie Knetemann          |
| 1978 | Henk Lubberding           | Jan Raas                   | Piet van Katwijk          |
| 1979 | Henk Lubberding           | Joop Zoetemelk             | Jan Raas                  |
| 1980 | Johan van der Velde       | Jos Schipper               | Theo de Rooy              |
| 1981 | Jacques Hanegraaf         | Gerrie Knetemann           | Adrie van der Poel        |
| 1982 | Johan van der Velde       | Peter Winnen               | Joop Zoetemelk            |
| 1983 | Jan Raas                  | Henk Lubberding            | Adrie van der Poel        |
| 1984 | Jan Raas                  | Henk Lubberding            | Johan van der Velde       |
| 1985 | Jacques Hanegraaf         | Gerard Veldscholten        | Jacques van Meer          |
| 1986 | Jos Lammertink            | Nico Verhoeven             | Peter Stevenhaagen        |
| 1987 | Adrie van der Poel        | Gerrit Solleveld           | Theo de Rooij             |
| 1988 | Peter Pieters             | Adrie van der Poel         | Teun van Vliet            |
| 1989 | Frans Maassen             | Johan Lammerts             | Maarten Ducrot            |
| 1990 | Peter Winnen              | Steven Rooks               | Henri Manders             |
| 1991 | Steven Rooks              | Gert-Jan Theunisse         | Erik Breukink             |
| 1992 | Tristan Hoffman           | Jan Siemons                | Erik Breukink             |
| 1993 | Erik Breukink             | Steven Rooks               | Frans Maassen             |
| 1994 | Steven Rooks              | Gert-Jan Theunisse         | Marco Vermey              |
| 1995 | Servais Knaven            | Danny Nelissen             | Maarten den Bakker        |
| 1996 | Maarten den Bakker        | Bart Voskamp               | Erik Dekker               |
| 1997 | Michael Boogerd           | Erik Breukink              | Servais Knaven            |
| 1998 | Michael Boogerd           | Tristan Hoffman            | Léon van Bon              |
| 1999 | Maarten den Bakker        | Servais Knaven             | Raymond Meijs             |
| 2000 | Léon van Bon              | Koos Moerenhout            | Erik Dekker               |
| 2001 | Jans Koerts               | Rudi Kemna                 | Louis de Koning           |
| 2002 | Stefan van Dijk           | Rudi Kemna                 | Max van Heeswijk          |
| 2003 | Rudi Kemna                | Stefan van Dijk            | Max van Heeswijk          |
| 2004 | Erik Dekker               | Koos Moerenhout            | Arthur Farenhout          |
| 2005 | Léon van Bon              | Steven de Jongh            | Max van Heeswijk          |
| 2006 | Michael Boogerd           | Sebastian Langeveld        | Karsten Kroon             |
| 2007 | Koos Moerenhout           | Sebastian Langeveld        | Maarten den Bakker        |
| 2008 | Lars Boom                 | Koos Moerenhout            | Steven de Jongh           |
| 2009 | Koos Moerenhout           | Kenny van Hummel           | Joost van Leijen          |
| 2010 | Niki Terpstra             | Pieter Weening             | Lars Boom                 |
| 2011 | Pim Ligthart              | Bram Tankink               | Reinier Honig             |
| 2012 | Niki Terpstra             | Lars Boom                  | Bertjan Lindeman          |
| 2013 | Johnny Hoogerland         | Tom Dumoulin               | Sebastian Langeveld       |
| 2014 | Sebastian Langeveld       | Niki Terpstra              | Wesley Kreder             |
| 2015 | Niki Terpstra             | Ramon Sinkeldam            | Danny van Poppel          |
| 2016 | Dylan Groenewegen         | Wouter Wippert             | Wim Stroetinga            |
| 2017 | Ramon Sinkeldam           | Wouter Wippert             | Dylan Groenewegen         |
| 2018 | Mathieu van der Poel      | Danny van Poppel           | Ramon Sinkeldam           |
| 2019 | Fabio Jakobsen            | Moreno Hofland             | Bas van der Kooij         |
| 2020 | Mathieu van der Poel      | Nils Eekhoff               | Timo Roosen               |
| 2021 | Timo Roosen               | Sjoerd Bax                 | Oscar Riesebeek           |
| 2022 | Pascal Eenkhoorn          | Daan Hoole                 | Taco van der Hoorn        |
| 2023 | Dylan van Baarle          | Olav Kooij                 | Mathieu van der Poel      |
| 2024 | Dylan Groenewegen         | Olav Kooij                 | Ramon Sinkeldam           |
| 2025 | Danny van Poppel          | Olav Kooij                 | Dylan Groenewegen         |

| Anno | Vincitore          | Secondo             | Terzo              |
| ---- | ------------------ | ------------------- | ------------------ |
| 1991 | Bart Voskamp       | Léon van Bon        | Servais Knaven     |
| 1992 | Arnold Stam        | Patrick van Dijken  | Jos Wolfkamp       |
| 1993 | Jos Wolfkamp       | Jaap ten Kortenaar  | Pelle Kil          |
| 1994 | Mario Gutte        | Jos Wolfkamp        | Jaap ten Kortenaar |
| 1995 | Erik Breukink      | Frans Maassen       | Patrick van Dijken |
| 1996 | Erik Dekker        | Danny Nelissen      | Jelle Nijdam       |
| 1997 | Erik Breukink      | Erik Dekker         | Servais Knaven     |
| 1998 | Patrick Jonker     | Servais Knaven      | Wilco Zuyderwijk   |
| 1999 | Bart Voskamp       | Erik Dekker         | Renger Ypenburg    |
| 2000 | Erik Dekker        | Servais Knaven      | Maarten den Bakker |
| 2001 | Bart Voskamp       | Remco van der Ven   | Jan van Velzen     |
| 2002 | Erik Dekker        | Servais Knaven      | Paul van Schalen   |
| 2003 | Maarten den Bakker | Bart Voskamp        | Servais Knaven     |
| 2004 | Thomas Dekker      | Joost Posthuma      | Bart Voskamp       |
| 2005 | Thomas Dekker      | Erik Dekker         | Michiel Elijzen    |
| 2006 | Stef Clement       | Erik Dekker         | Joost Posthuma     |
| 2007 | Stef Clement       | Michiel Elijzen     | Rick Flens         |
| 2008 | Lars Boom          | Joost Posthuma      | Servais Knaven     |
| 2009 | Stef Clement       | Koos Moerenhout     | Rick Flens         |
| 2010 | Jos van Emden      | Koos Moerenhout     | Lieuwe Westra      |
| 2011 | Stef Clement       | Jens Mouris         | Martijn Keizer     |
| 2012 | Lieuwe Westra      | Lars Boom           | Niki Terpstra      |
| 2013 | Lieuwe Westra      | Niki Terpstra       | Tom Dumoulin       |
| 2014 | Tom Dumoulin       | Sebastian Langeveld | Jos van Emden      |
| 2015 | Wilco Kelderman    | Rick Flens          | Jos van Emden      |
| 2016 | Tom Dumoulin       | Jos van Emden       | Wilco Kelderman    |
| 2017 | Tom Dumoulin       | Stef Clement        | Robert Gesink      |
| 2018 | Dylan van Baarle   | Niki Terpstra       | Wilco Kelderman    |
| 2019 | Jos van Emden      | Sebastian Langeveld | Dylan van Baarle   |
| 2020 | Non disputato      | Non disputato       | Non disputato      |
| 2021 | Tom Dumoulin       | Sebastian Langeveld | Koen Bouwman       |
| 2022 | Bauke Mollema      | Tom Dumoulin        | Daan Hoole         |
| 2023 | Jos van Emden      | Daan Hoole          | Sjoerd Bax         |
| 2024 | Daan Hoole         | Mick van Dijke      | Sjoerd Bax         |
| 2025 | Daan Hoole         | Dylan van Baarle    | Axel van der Tuuk  |

### Titoli femminili
Aggiornato all'edizione 2025.
| Anno | Vincitrice                  | Seconda                     | Terza                    |
| ---- | --------------------------- | --------------------------- | ------------------------ |
| 1968 | Bella van der Spiegel       | Hennie Faber-Hondeveld      | Thea Smulders            |
| 1969 | Keetie van Oosten-Hage      | Hennie Faber-Hondeveld      | Thea Smulders            |
| 1970 | Keetie van Oosten-Hage      | Hennie Faber-Hondeveld      | Bella van der Spiegel    |
| 1971 | Keetie van Oosten-Hage      | Hennie Faber-Hondeveld      | Thea Smulders            |
| 1972 | Keetie van Oosten-Hage      | Bella Van Der Spiegel-Hage  | Minnie Brinkhof          |
| 1973 | Keetie van Oosten-Hage      | Willy Kwantes               | Truus van der Plaat      |
| 1974 | Keetie van Oosten-Hage      | Minnie Brinkhof-Nieuwenhuis | Willy Kwantes            |
| 1975 | Keetie van Oosten-Hage      | Gre Donkers-Knetemann       | Truus van der Plaat      |
| 1976 | Keetie van Oosten-Hage      | Tineke Fopma                | Annie Weegberg           |
| 1977 | Nita van Vliet              | Nel Streef                  | Agnes Koeman             |
| 1978 | Keetie van Oosten-Hage      | Bella van der Spiegel-Hage  | Truus van der Plaat      |
| 1979 | Tineke Fopma                | Hennie Top                  | Keetie van Oosten-Hage   |
| 1980 | Hennie Top                  | Leontien van der Lienden    | Mary Barendregt          |
| 1981 | Hennie Top                  | Tineke Fopma                | Leontien van der Lienden |
| 1982 | Hennie Top                  | Leontien van der Lienden    | Wil Bezemer              |
| 1983 | Thea van Rijnsoever         | Mieke Havik                 | Leontien van der Lienden |
| 1984 | Connie Meijer               | Leontien van der Lienden    | Hennie Top               |
| 1985 | Thea van Rijnsoever         | Heleen Hage                 | Hanneke Lieverse         |
| 1986 | Heleen Hage                 | Mieke Havik                 | Thea van Rijnsoever      |
| 1987 | Mieke Havik                 | Jolanda Cools               | Karin Schuitema          |
| 1988 | Monique Knol                | Leontien van Moorsel        | Cyntha Lutke Schipholt   |
| 1989 | Leontien van Moorsel        | Petra Groen                 | Astrid Donkersloot       |
| 1990 | Leontien van Moorsel        | Agnes Loohuis-Damveld       | Manon De Rooy            |
| 1991 | Petra de Boer-Grimbergen    | Monique Knol                | Leontien van Moorsel     |
| 1992 | Leontien van Moorsel        | Petra de Boer-Grimbergen    | Monique Knol             |
| 1993 | Leontien van Moorsel        | Danielle Overgaag           | Elsbeth Vink             |
| 1994 | Yvonne Brunen               | Elsbeth Vink - Van Rooy     | Edith Klep-Moerenhout    |
| 1995 | Yvonne Brunen               | Margaretha Groen            | Maria Jongeling          |
| 1996 | Yvonne Brunen               | Meike De Bruyn              | Ingrid Haringa           |
| 1997 | Nicole Vermast              | Yvonne Brunen               | Edith Klep-Moerenhout    |
| 1998 | Leontien van Moorsel        | Chantal Beltman             | Wendy Kramp              |
| 1999 | Leontien van Moorsel        | Mirjam Melchers             | Yvonne Brunen            |
| 2000 | Mirjam Melchers             | Leontien van Moorsel        | Chantal Beltman          |
| 2001 | Sissy van Alebeek           | Bertine Spijkerman          | Martine Bras             |
| 2002 | Arenda Grimberg             | Leontien van Moorsel        | Mirjam Melchers          |
| 2003 | Suzanne de Goede            | Christine Mos               | Esther van der Helm      |
| 2004 | Leontien van Moorsel        | Chantal Beltman             | Loes Markerink           |
| 2005 | Janneke Vos                 | Sharon Van Essen            | Josephine Groenveld      |
| 2006 | Marianne Vos                | Sharon Van Essen            | Suzanne de Goede         |
| 2007 | Marlijn Binnendijk          | Marianne Vos                | Suzanne de Goede         |
| 2008 | Marianne Vos                | Mirjam Melchers             | Regina Bruins            |
| 2009 | Marianne Vos                | Chantal Blaak               | Andrea Bosman            |
| 2010 | Loes Gunnewijk              | Marianne Vos                | Irene van den Broek      |
| 2011 | Marianne Vos                | Irene van den Broek         | Chantal Blaak            |
| 2012 | Annemiek van Vleuten        | Marianne Vos                | Lucinda Brand            |
| 2013 | Lucinda Brand               | Marianne Vos                | Annemiek van Vleuten     |
| 2014 | Iris Slappendel             | Lucinda Brand               | Marianne Vos             |
| 2015 | Lucinda Brand               | Amy Pieters                 | Annemiek van Vleuten     |
| 2016 | Anouska Koster              | Janneke Ensing              | Marianne Vos             |
| 2017 | Chantal Blaak               | Anouska Koster              | Floortje Mackaij         |
| 2018 | Chantal Blaak               | Amy Pieters                 | Marianne Vos             |
| 2019 | Lorena Wiebes               | Marianne Vos                | Amy Pieters              |
| 2020 | Anna van der Breggen        | Annemiek van Vleuten        | Anouska Koster           |
| 2021 | Amy Pieters                 | Nancy van der Burg          | Karlijn Swinkels         |
| 2022 | Riejanne Markus             | Shirin van Anrooij          | Lorena Wiebes            |
| 2023 | Demi Vollering              | Lorena Wiebes               | Marianne Vos             |
| 2024 | Chantal van den Broek-Blaak | Mischa Bredewold            | Nina Kessler             |
| 2025 | Lorena Wiebes               | Charlotte Kool              | Nienke Veenhoven         |

| Anno | Vincitrice           | Seconda                  | Terza                    |
| ---- | -------------------- | ------------------------ | ------------------------ |
| 1991 | Ingrid Haringa       | Astrid Schop             | Monique Knol             |
| 1992 | Lenie Dijkstra       | Natasha den Ouden        | Els Koolloos             |
| 1993 | Petra Grimbergen     | Ingrid Haringa           | Natasha den Ouden        |
| 1994 | Maria Jongeling      | Danielle Overgaag        | Natasha den Ouden        |
| 1995 | Jet Jongeling        | Maria Jongeling          | Natasha den Ouden        |
| 1996 | Willeke van de Weide | Nicole Vermast           | Jet Jongeling            |
| 1997 | Leontien van Moorsel | Marielle van Scheppingen | Chantal Beltman          |
| 1998 | Leontien van Moorsel | Marielle van Scheppingen | Yvonne Brunen            |
| 1999 | Leontien van Moorsel | Mirjam Melchers          | Marielle van Scheppingen |
| 2000 | Leontien van Moorsel | Anouska van der Zee      | Sonja van Kuik           |
| 2001 | Leontien van Moorsel | Anouska van der Zee      | Marielle van Scheppingen |
| 2002 | Leontien van Moorsel | Loes Gunnewijk           | Vera Koedooder           |
| 2003 | Jolanda Cools        | Leontien van Moorsel     | Mirjam Melchers          |
| 2004 | Mirjam Melchers      | Loes Gunnewijk           | Loes Markerink           |
| 2005 | Suzanne de Goede     | Loes Gunnewijk           | Mirjam Melchers          |
| 2006 | Loes Gunnewijk       | Kirsten Wild             | Iris Slappendel          |
| 2007 | Ellen van Dijk       | Regina Bruins            | Mirjam Melchers          |
| 2008 | Mirjam Melchers      | Kirsten Wild             | Loes Gunnewijk           |
| 2009 | Regina Bruins        | Kirsten Wild             | Ellen Van Dijk           |
| 2010 | Marianne Vos         | Regina Bruins            | Kirsten Wild             |
| 2011 | Marianne Vos         | Ellen Van Dijk           | Loes Gunnewijk           |
| 2012 | Ellen van Dijk       | Annemiek van Vleuten     | Iris Slappendel          |
| 2013 | Ellen van Dijk       | Loes Gunnewijk           | Annemiek van Vleuten     |
| 2014 | Annemiek van Vleuten | Ellen van Dijk           | Marianne Vos             |
| 2015 | Anna van der Breggen | Ellen van Dijk           | Chantal Blaak            |
| 2016 | Annemiek van Vleuten | Chantal Blaak            | Roxane Knetemann         |
| 2017 | Annemiek van Vleuten | Ellen van Dijk           | Anna van der Breggen     |
| 2018 | Ellen van Dijk       | Anna van der Breggen     | Lucinda Brand            |
| 2019 | Annemiek van Vleuten | Ellen van Dijk           | Anna van der Breggen     |
| 2020 | Non disputato        | Non disputato            | Non disputato            |
| 2021 | Anna van der Breggen | Ellen van Dijk           | Lucinda Brand            |
| 2022 | Ellen van Dijk       | Riejanne Markus          | Anouska Koster           |
| 2023 | Riejanne Markus      | Demi Vollering           | Annemiek van Vleuten     |
| 2024 | Riejanne Markus      | Lieke Nooijen            | Demi Vollering           |
| 2025 | Mischa Bredewold     | Riejanne Markus          | Lieke Nooijen            |